# Lastpass
LastPass è un programma freeware per la gestione delle password web, sviluppato dall'omonima azienda.
Disponibile come componente aggiuntivo per Internet Explorer, Firefox, Safari, Chrome e Opera, opzionalmente può anche occuparsi di riempire automaticamente i form di login. Vi è anche un bookmarklet LastPass per altri browser. Le password vengono crittografate in un file locale, per essere poi caricate sui server di LastPass e sincronizzate con gli altri browser.
LastPass, che ha ottenuto una valutazione di 5 stelle su Firefox Add-ons ed è stato recensito su Download Squad, Lifehacker e Makeuseof, offre anche un abbonamento premium che estende il supporto ad iPhone, BlackBerry, Android, Windows Mobile, Symbian e WebOS, oltre che garantire un miglior supporto, crittografia più sicura e nessuna pubblicità.